# Compton's Most Wanted
Compton's Most Wanted é um grupo de gangsta rap formado em Compton, Califórnia. O grupo é considerado um dos pioneiros do gangsta rap e fez parte da cena inicial do hip hop da costa oeste juntamente com Ice T e N.W.A.. Apesar das letras violentas, o grupo foi um sucesso de vendas. Ficaram mais conhecidos pela canção "Hood Took Me Under" que faz parte da trilha sonora do jogo Grand Theft Auto: San Andreas de 2004.O líder do grupo foi Ant Capone que saiu e passou a responsabilidade para MC Eiht.

## História
Compton's Most Wanted incluíam os rappers MC Eiht, Tha Chill, DJ Mike T e os produtores DJ Slip e The Unknown DJ. Em meados da década de 1980, os membros fundadores Tha Chill e MC Eiht estavam escrevendo raps e gravando fitas demo (também chamadas de "fitas do capuz": gírias em inglês) em seu tempo livre enquanto formavam gangues em seu bairro em Compton, Califórnia. Tha Chill e MC Eiht optaram por deixar aquela cena de agitação de esquina em Compton e começaram a ganhar dinheiro de uma maneira legítima, mas divertida, quando viram seu amigo de longa data MC Ren, do grupo de hip hop multiplatinado da Costa Oeste N.W.A, começar a criar uma enorme cenário na área do condado de Los Angeles, lançando discos junto com o rapper Eazy-E, Dr. Dre, Ice Cube, DJ Yella e Arabian Prince. Em 1987, enquanto em Compton, The Unknown DJ recebeu uma dessas "fitas de capuz" de um amigo e ficou muito interessado nos diversos estilos e esquemas de rimas do grupo de rap. O DJ desconhecido então levou a "fita do capô" para DJ Slip em Gardena, uma cidade ao sul de Compton, que na época era o dono do maior negócio de aluguel de DJs do condado de Los Angeles chamado "Music People - DJ4HIRE".

## Discografia
- 1990: It's a Compton Thang
- 1991: Straight Checkn 'Em
- 1992: Music to Driveby
- 2000: Represent
- 2006: Music to Gang Bang